# Maur de Verdun
Pour les articles homonymes, voir Saint Maur (homonymie).
Maur de Verdun († 383) est le deuxième évêque du diocèse de Verdun. Considéré comme saint par l'Église catholique, il est fêté le 8 novembre.

## Biographie
Maur était disciple de Saintin alors évêque de Verdun. Il fut le premier prêtre à être ordonné dans le diocèse de Verdun. Il dirigeait la thébaïde de Flabas.
Monseigneur Saintin recommanda aux Verdunois de le choisir pour le remplacer à sa charge d’évêque. 
Les Verdunois cherchèrent Maur pendant trois ans sans découvrir son lieu de retraite. Saint Maur n'étant pas ambitieux, il ne souhaitait pas quitter ses disciples. Ébranlé par les demandes, Saint Maur céda. 
Il prit la charge d’évêque en 356 et décéda le 10 novembre 383.

## Sources
- Histoire politique et religieuse de Verdun, Volume 1.
- Paroisse de Damvillers